# Pedase
Pedase – wieś w Estonii, w prowincji Harju, w gminie Padise.